# Elvira Nikolaisen
Elvira Nikolaisen (Moi, 16 luglio 1980) è una cantante e cantautrice norvegese.
Dopo aver pubblicato i primi tre album per la Columbia Records (Lighthouse è distribuito anche da Sony Music, mentre l'EP Four Hits è distribuito unicamente da Sony), nel 2013 pubblica I Concentrate on You in collaborazione con il jazzista Mathias Eick per la label Grappa.

## Discografia
Album in studio
- 2006 - Quiet Exit
- 2009 - Indian Summer
- 2011 - Lighthouse
- 2013 - I Concentrate on You (con Mathias Eick)

EP
- 2011 - Four Hits: Elvira Nikolaisen